# 翟太后 (齐衍祖)
翟太后（?—?），中国两宋之际时代金朝扶植的刘齐皇帝刘豫的母亲。她嫁給了河北农民刘某，刘豫担任济南知府。金兵入侵，刘豫杀主将关胜，投降金国。被金太宗立为傀儡皇帝，1130年十月，刘豫追尊其祖父刘忠為齐徽祖，父親為齐衍祖，尊母親翟氏为皇太后，立妾钱氏为皇后，史書没有關於翟太后的記載。